# Eugenio Domingo Solans
Eugenio Domingo Solans (Barcelona, 26 november 1945 – 9 november 2004) was een Spaans econoom en bankier.
Hij was vanaf 1 juni 1998 tot 1 juni 2004 directeur van de Europese Centrale Bank (ECB).
Hij werd opgevolgd door zijn landgenoot José Manuel González Páramo.
- Biblioteca Nacional de España: XX1104066
- Catàleg d'autoritats de noms i títols de Catalunya: 981058529640206706
- Gemeinsame Normdatei: 170069176
- International Standard Name Identifier: 0000 0000 6302 0376
- Library of Congress Control Number: no95017843
- Virtual International Authority File: 38957757
- WorldCat: E39PBJh4ytXgfKVCrkkkP4PqQq